# Джиноза
Джино̀за (на италиански: Ginosa) е град и община в Южна Италия, провинция Таранто, регион Пулия. Разположен е на 240 m надморска височина. Населението на града е 22 683 души (към 31 декември 2009).